# Selen monohlorid
Selen monohlorid je neorgansko jedinjenje sa formulom Se2Cl2. Mada se naziva selen monohloridom, preciznije ime bi bilo diselen dihlorid. Ovaj materijal je crveno-smeđa, uljasta tečnost koja se sporo hidrolizuje. On je u hemijskoj ravnoteži sa SeCl2, SeCl4, hlorom, i elementarnim selenom. Selen monohlorid se uglavnom koristi kao reagens za sintezu jedinjenja koja sadrže Se.

## Struktura i svojstva
Selen monohlorid ima C2 molekularnu simetriju, slično vodonik peroksidu. Proračunata dužina Se-Se veze je 2,253 Å, a Se-Cl veze je 2.227 Å.
U acetonitrilnim rastvorima, on postoji u ravnoteži sa SeCl2 i SeCl4.

## Priprema
Selen monohlorid je originalno proizveden putem hlorinacije selena. Jedan poboljšani method obuhvata reakciju smeše selena, selen dioksida, i hidrovodnične kiseline:
3 Se + SeO2 + 4 HCl → 2 Se2Cl2 + H2O
Gusti sloj selen monohlorida se formira iz reakcione smeše. On se može prečistiti rastvaranjem u dimućoj sumpornoj kiselini i reprecipitacijom sa hlorovodoničnom kiselinom. Drugi metod sinteze obuhvata reakciju selena sa oleumom i hlorovodoničnom kiselinom:
2 Se + 2 SO3 + 3 HCl → Se2Cl2 + H2SO3 + SO2(OH)Cl
Sirovi selen monohloridni produkt se sakuplja destilacijom.

## Reakcije
Selen monohlorid je elektrofilni selenizirajući agens, i stoga reaguje sa jednostavnim alkenima čime se formira bis(β-hloroalkil)selenid i bis(hloroalkil)selen dihlorid. On konvertuje hidrazone otežanih ketona u korespondirajuće selone, strukturne analoge ketona kod kojih je atom kiseonika zamenjen atoma selena. Ovo jedinjenje se može koristiti za uvođenje premoštavajućih selenskih liganda između atoma metala u pojedinim kompleksima gvožđa i hromnih karbonila.